# (8565) 1995 WB6
1995 دابليو بي 6 (ويعرف أيضًا باسم (8565) 1995 دابليو بي 6 وفق تسمية الكوكب الصغير) (بالإنجليزية: 1995 WB6)‏ هو كويكب ضمن حزام الكويكبات؛ وترتيبه 8565 من حيث الاكتشاف.
اكتُشف هذا الجُرم الفلكي بواسطة تاكيشي أوراتا ‏ في 24 نوفمبر 1995.

## وصلات خارجية
- (8565) 1995 WB6 في قاعدة بيانات مختبر الدفع النفاث لأجرام النظام الشمسي الصغيرة

- الاكتشاف · مخطط المدار ·  العناصر المدارية · المعلمات المادية

- (8565) 1995 WB6 على موقع ويكي سكاي: DSS2, SDSS, GALEX, IRAS, Hydrogen α, X-Ray, Astrophoto, Sky Map, Articles and images